# فرندال (واشینگتن)
فرندال (به انگلیسی: Ferndale) شهری در شهرستان واتکام ایالت واشنگتن است که در سرشماری سال ۲۰۱۰ میلادی، ۱۱۴۱۵ نفر جمعیت داشته است.

## نگارخانه

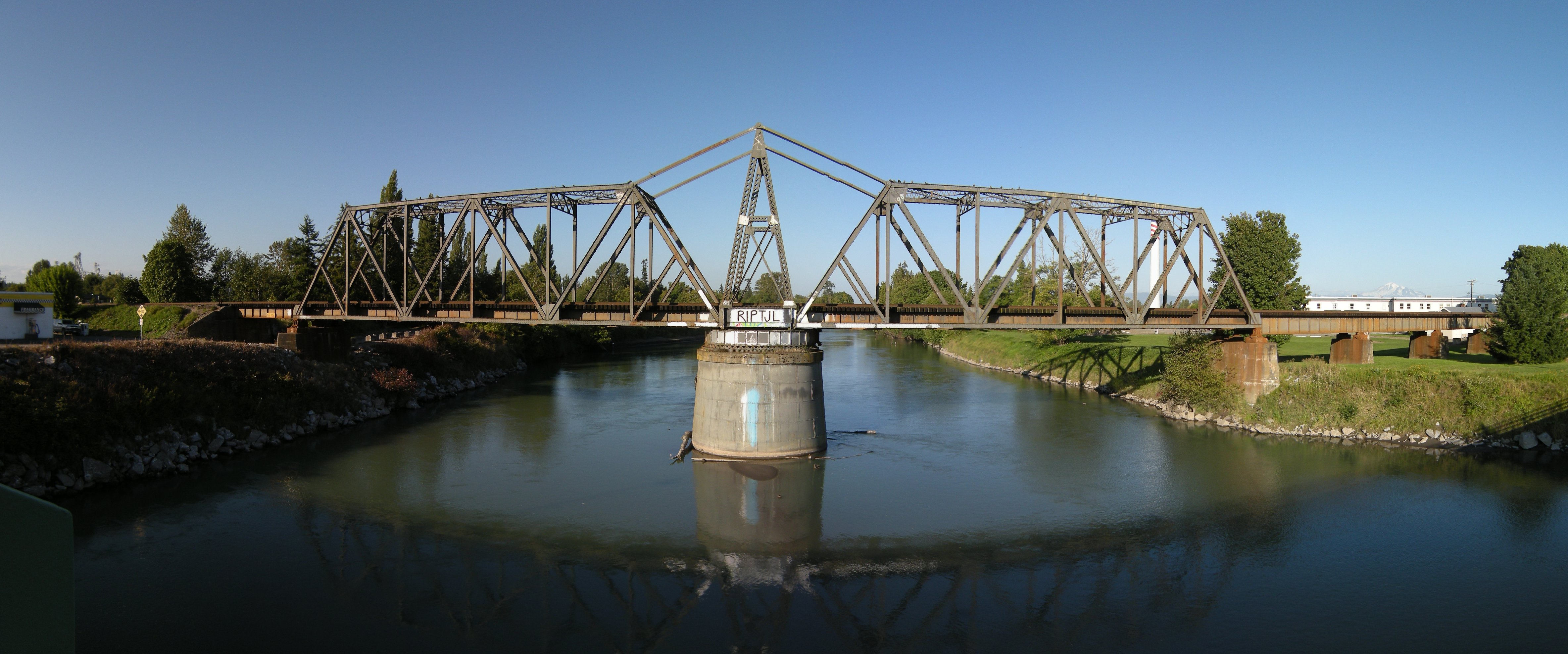